# میشائیل هنکه
میشائیل هنکه (زاده ۷ اردیبهشت ۱۳۳۶) بازیکن بازنشسته و یک مربی فوتبال اهل آلمان می‌باشد او در سال ۲۰۱۲ (۱۳۹۱) قراردادش را با استقلال فسخ و به یک تیم انگلیسی به عنوان آنالیزور رفت. سپس در تیم اینگول اشتات المان و شنهوای در چین مربیگری کرد